# Jiangkou (köping i Kina, Henan)
Jiangkou (kinesiska: 蒋口, 蒋口镇) är en köping i Kina. Den ligger i provinsen Henan, i den centrala delen av landet, omkring 250 kilometer öster om provinshuvudstaden Zhengzhou. Antalet invånare är 44 497. Befolkningen består av 22 244 kvinnor och 22 253 män. Barn under 15 år utgör 21,0 %, vuxna 15-64 år 65 %, och äldre över 65 år 12,0 %.
Genomsnittlig årsnederbörd är 1 043 millimeter. Den regnigaste månaden är augusti, med i genomsnitt 193 mm nederbörd, och den torraste är januari, med 13 mm nederbörd.